# Age of Pirates: Captain Blood
Captain Blood (trước đây gọi là Age of Pirates: Captain Blood), tiếng Nga: Приключения капитана Блада (nghĩa là "Những cuộc phiêu lưu của Thuyền trưởng Blood"), là một game thuộc thể loại hành động phiêu lưu dựa trên cuốn tiểu thuyết của Rafael Sabatini về vị Thuyền trưởng Blood lừng lẫy giới hải tặc. Người chơi sẽ hóa thân thành Thuyền trưởng, tiếp bước trên chuyến hành trình của anh ngang dọc vùng biển Tây Ban Nha vào năm 1685. Trò chơi này mới được Hội đồng đánh giá PEGI xếp hạng gần đây và do hãng 1C phát hành nhưng mau chóng bị hủy bỏ về sau.

## Lối chơi
Captain Blood là game hành động kiểu chặt-chém về chủ đề cướp biển sẽ có một kết cấu dựa theo nhiệm vụ, cho phép người chơi tham chiến chống lại quân thù cả trên bộ lẫn trên biển, với những trận hải chiến kinh thiên động địa và các trận đấu kiếm nảy lửa nhằm tranh giành quyền kiểm soát tàu thuyền vừa chiếm được. Khi đánh bại kẻ thù thì người chơi sẽ nhận được điểm đặc biệt, nhờ đó có thể tiếp cận những kỹ thuật chiến đấu mới và một số tiền dùng vào việc sắm sửa vũ khí và trang bị cho chuyến đi tiếp theo. Trò chơi dự tính phát hành vào năm 2006 cho hệ máy Xbox, nhưng sau đó đã được chuyển sang thế hệ console hiện tại.